# Carolyn Genzkow

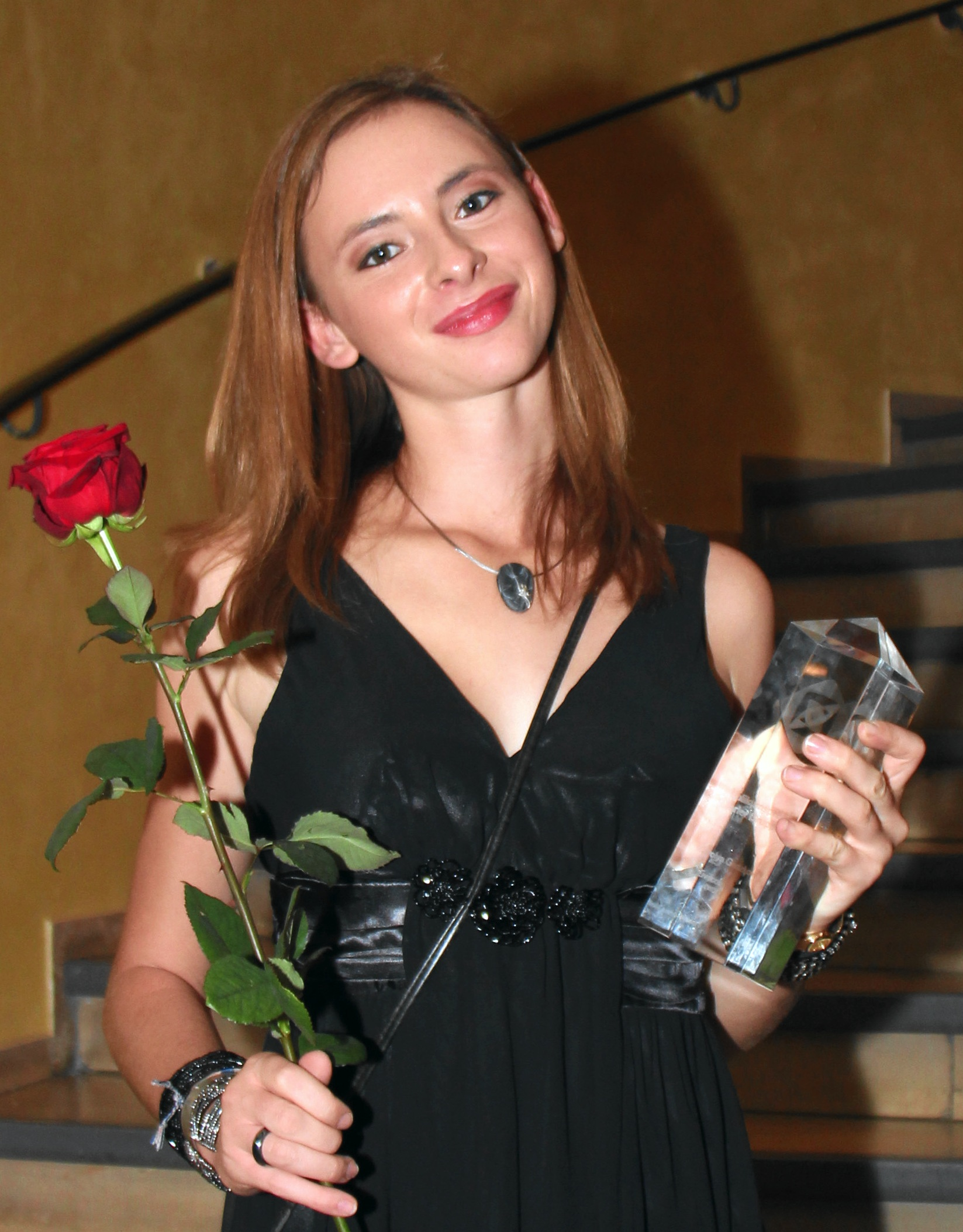
Carolyn Genzkow, Grimme-Preisverleihung 2011

Carolyn Sophia Genzkow (* 11. Juli 1992 in Hamburg) ist eine ehemalige deutsche Schauspielerin und jetzige Psychologin.

## Leben und Karriere
Carolyn Genzkow ist die Tochter eines Chirurgen und einer in Hamburg-Eidelstedt tätigen Allgemeinmedizinerin. 2010 absolvierte sie das Abitur am Emilie-Wüstenfeld-Gymnasium in Hamburg-Eimsbüttel. Danach ging sie ein Dreivierteljahr nach Tansania, wo sie Waisenkinder betreute. Neben ihrer Schauspieltätigkeit studierte Genzkow Psychologie an der International Psychoanalytic University Berlin und absolvierte 2016 ein Praktikum in der Psychiatrie. 2019 schloss sie das Studium mit dem Master ab.
Mit sieben Jahren wurde Genzkow auf der Straße angesprochen, um an einem Werbeshooting teilzunehmen. Danach bekam sie weitere Aufträge für Foto- und Fernseharbeiten. Ihre Schauspielkarriere begann im Alter von zehn Jahren mit Werbespots für T-Mobile. Ab 2007 spielte sie in der Serie Doktor Martin eine wiederkehrende Rolle. Für ihre Rolle in Aelrun Goettes Fernsehfilm Keine Angst gewann sie den Förderpreis des Deutschen Fernsehpreises 2010. Im Fernsehfilm Zivilcourage war sie 2010 in einer Hauptrolle an der Seite von Götz George zu sehen. Sie erhielt für ihre Darstellung den Publikumspreis der Marler Gruppe beim Grimme-Preis 2011. Ab 2012 spielte sie in der ZDF-Fernsehserie Frühling die Filmtochter Kiki Baumann von Hauptdarstellerin Simone Thomalla.
Seit der Tatort-Folge Das Muli, dem ersten Fall des im März 2015 neu eingeführten Berliner Ermittlerteams Rubin und Karow, spielte sie die Rolle der Kommissaranwärterin Anna Feil in insgesamt 12 Folgen, zuletzt in Ein paar Worte nach Mitternacht, der am 4. Oktober 2020 ausgestrahlt wurde.
2015 war sie als 17-jährige Tina in ihrer ersten Kino-Hauptrolle in Der Nachtmahr unter der Regie von Achim Bornhak (AKIZ) zu sehen.
Im Jahr 2020 kündigte Genzkow an, ihre Schauspielkarriere zu beenden, um hauptberuflich als Psychologin zu arbeiten.
Sie lebt in Berlin.

## Filmografie
- 2006: Am Ende des Schweigens (Fernsehfilm)
- 2007: Krimi.de (Fernsehserie, Folge Kein zurück)
- 2007: Tatort: Macht der Angst (Fernsehreihe)
- 2007–2009: Doktor Martin (Fernsehserie, 5 Folgen)
- 2008: Die Gerichtsmedizinerin (Fernsehserie, 2 Folgen)
- 2008: SOKO Leipzig (Fernsehserie, Folge Harte Hand)
- 2008: Tatort: Unbestechlich
- 2008–2018: Notruf Hafenkante (Fernsehserie, verschiedene Rollen, 7 Folgen)
- 2009: Keine Angst (Fernsehfilm)
- 2010: Zivilcourage (Fernsehfilm)
- 2011: Stubbe – Von Fall zu Fall: Der Stolz der Familie (Fernsehreihe)
- 2011: Der Bergdoktor (Fernsehserie, Folge Neue Energien)
- 2012: Küstenwache (Fernsehserie, Folge Tödliche Wetten)
- 2012: Ein starkes Team: Die Gottesanbeterin (Fernsehreihe)
- 2012: Letzte Spur Berlin (Fernsehserie, Folge Entzugserscheinung)
- 2012: Wunschkind (Fernsehfilm)
- 2012: SOKO Stuttgart (Fernsehserie, Folge Sechs Richtige)
- 2012–2019: Frühling (Fernsehreihe) → siehe Besetzung
- 2013: Alarm für Cobra 11 – Die Autobahnpolizei (Fernsehserie, Folge Gestohlene Liebe)
- 2013: SOKO Wismar (Fernsehserie, Folge Ein Zipfel vom Glück)
- 2013: Der große Schwindel (Fernsehfilm)
- 2013, 2019: Der Kriminalist (Fernsehserie, verschiedene Rollen, 2 Folgen)
- 2014: Der Alte (Fernsehserie, Folge Heißes Blut)
- 2015: Der Lehrer (Fernsehserie, Folge Jeder hat doch irgendwie ’nen Schaden)
- 2015: Bella Block: Die schönste Nacht des Lebens (Fernsehreihe)
- 2015: Taxi (Fernsehfilm)
- 2015: Der Nachtmahr
- 2015–2020: Tatort → siehe Rubin und Karow
- 2016: Der Staatsanwalt (Fernsehserie, Folge Das verfluchte Haus)
- 2016: Shakespeares letzte Runde (Fernsehfilm)
- 2016: Schnee essen (Kurzfilm)
- 2017: Winterjagd (Fernsehfilm)
- 2019: Fast perfekt verliebt (Fernsehfilm)
- 2020: Die Kanzlei (Fernsehserie, Folge Harte Worte)
- 2020: Heldt (Fernsehserie, Folge Der Superheld)